# 盧克·伊萬斯 (政治人物)
盧克·伊萬斯（英語：Luke Morgan Evans；1983年1月10日—）是英國的一位政治家，所屬政黨是保守黨。他在2019年英國大選中當選博斯沃思的議員。他也是一位一般科醫師。